# Andrew Nicol
Andrew George Lindsay Nicol (9 de mayo de 1951) es un abogado y juez del Tribunal supremo de Inglaterra y Gales.

## Biografía
Fue educado en el City of London Freemen's School, Selwyn College, Cambridge, y la Escuela de Derecho Harvard.
Coescribió la Ley de Medios de comunicación, junto con Geoffrey Robertson.
Fue juez en el Caso Johnny Depp contra The Sun.

## Vida personal
Está casado a Camilla Palmer y juntos tienen dos hijos.